# Hanamapur, Hangal
Hanamapur là một làng thuộc tehsil Hangal, huyện Haveri, bang Karnataka, Ấn Độ.